# Allan Simonsen
Allan Simonsen ( *15. prosince 1952, Vejle) je bývalý dánský fotbalista a trenér.

## Klubová kariéra

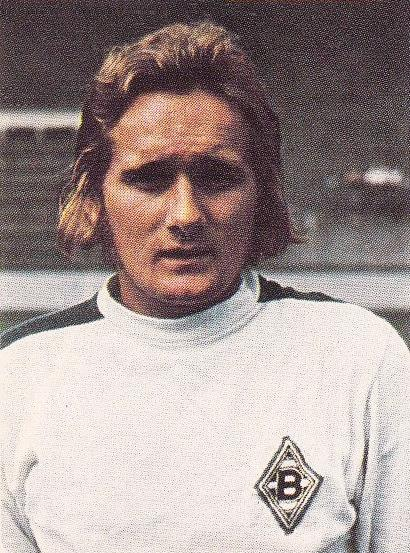
Allan Simonsen v Mönchengladbachu (1976)

S fotbalem začínal v pěti letech v dánském Vejle FC, jako dorostenec přestoupil do druhého místního klubu Vejle Boldklub. V dresu Boldklubu, který oblékal celé čtvrtstoletí jeho otec, se probil do dánské dorostenecké reprezentace. V první lize začal nastupovat v devatenácti letech. Rok nato se Vejle BK stal mistrem Dánska. V roce 1973 odešel hrát německou bundesligu a až do roku 1979 hrál za Borussii Mönchengladbach. Odsud v roce 1979 odešel a do roku 1982 hrál za FC Barcelonu. V roce 1982 si to zamířil na Britské ostrovy do klubu Charlton Athletic FC. V březnu 1983 se vrátil do Dánska.

## Reprezentace
V dánské reprezentaci debutoval v roce 1972. Ihned v prvním zápase vstřelil i svoji první reprezentační branku. Tehdejším soupeřem Dánska byl Island a zápas skončil vítězstvím Dánů 5:2. První branku utkání vstřelil on sám. Zúčastnil se Letních olympijských her v roce 1972 v Mnichově. Na mistrovství Evropy 1984 si zahrál 42 minut úvodního zápasu proti Francii, po skluzu stopera Yvona Le Rouxe utrpěl mnohonásobnou zlomeninu lýtkové kosti. V roce 1986 ho v už požehnaném věku nominoval Sepp Piontek na mistrovství světa v Mexiku.

## Úspěchy
- 1972 - mistr Dánska
- 1975 - mistr Německa
- 1976 - mistr Německa
- 1977 - mistr Německa
- 1975 - vítěz Poháru UEFA
- 1979 - vítěz Poháru UEFA
- 1982 - vítěz PVP
- 1977 - Zlatý míč – vítěz ankety France Football o nejlepšího fotbalistu Evropy [1]